# 布布尼夫 (洛卡奇區)
50°39′24″N 24°49′40″E / 50.65667°N 24.82778°E
布布尼夫（烏克蘭語：Бубнів），是烏克蘭的村落，位於該國西部沃倫州，由沃洛德米爾區負責管轄，始建於1545年，面積14.43平方公里，海拔高度236米，2001年該村落人口547。